# 1979 год в автомобилестроении
Список событий в автомобилестроении в 1979 году:

## События

### Февраль
- 14 — кузовостроительная фирма Karmann[англ.] в Оснабрюке начала производство кабриолета Golf. Со временем эта модель с открытым верхом стала самым продаваемым кабриолетом в Европе[1].

### Март
- 1 — премьера Volkswagen Iltis состоялась на Женевском автосалоне. Это была гражданская версия вездехода, разработанного для немецкой армии. Он рекламировался как «идеальный автомобиль для работников сельского и лесного хозяйства, охотников или любителей бездорожья»[1].

### Май
- 6 — в Москве был торжественно открыт «Музей истории завода им. И.А. Лихачёва»[2]. Располагался он в здании бывшего заводоуправления и отражал историю предприятия с момента основания в 1916 года. В 2013 году музей был закрыт, экспонаты вывезены. На бывшей территории ЗИЛа построен Ледовый дворец, а в здании заводоуправления открыт «Музей хоккейной славы».

### Сентябрь
- 3 — завод в Вольфсбурге начинает производство Jetta, седана среднего размера, заполняющего нишу между моделями Passat и Golf[1].
- 7 — Chrysler обратилась к правительству США с просьбой предоставить кредитные гарантии на сумму 1,5 миллиарда долларов, чтобы избежать банкротства. 21 декабря того же года Конгресс неохотно одобрил кредит, и через несколько лет компания начала понемногу восстанавливаться[3].
- 10 — CR250R[англ.], первый мотоцикл Honda, изготовленный на заводе Honda of America Manufacturing (HAM), сошел с производственной линии[4].